# Jack Günthard
Jakob „Jack” Günthard (ur. 8 stycznia 1920 w Hirzel, zm. 7 sierpnia 2016 w Biel/Bienne) – szwajcarski gimnastyk. Dwukrotny medalista olimpijski z Helsinek.
IO 52 były jedynymi igrzyskami w których brał udział. Zwyciężył w ćwiczeniach na drążku, wspólnie z kolegami zajął drugie miejsce w rywalizacji drużynowej. Był wielokrotnym mistrzem Szwajcarii, a także medalistą mistrzostw świata i Europy. Później pracował jako trener, m.in. z kadrą Włoch i Szwajcarii.
W 1997 został uhonorowany miejscem w Hall of Fame Gimnastyki.

## Starty olimpijskie (medale)
Helsinki 1952
- drążek –  złoto
- drużyna –  srebro